# Тинатин Гуриели
Тинатин Гуриели (груз. თინათინ გურიელი; ум. 1591) — первая жена Левана, царя Кахетии (Восточная Грузия), царица-консорт. Будучи дочерью Мамии I Гуриели, князя Гурии, она вышла замуж за Левана около 1520 года и родила ему по меньшей мере двух сыновей, в том числе будущего Александра II, царя Кахетии. Тинатин развелась с Леваном по собственной инициативе в 1529 году и удалилась в монастырь Новая Шуамта, который построила в Кахетии.

## Происхождение и замужество
Происходившая из семьи Гуриели, одной из влиятельнейших в западной Грузии, имевшей брачные связи с трапезундской династией Комнинов, Тинатин была дочерью Мамии I, князя Гурии. У неё был брат Ростом, впоследствии преемник Мамии I в качестве правителя Гурии. Около 1520 года царь Кахетии Леван, который недавно избавил государство своего отца в восточной Грузии от оккупации его силами двоюродного брата Давида X, царя Картли, а затем был осаждён войском Давида X в крепости Маграни, тайно направил эмиссаров к Мамии I с просьбой прислать военную помощь, а также свою дочь в качестве невесты, чтобы укрепить союз. Князь Гурии согласился на оба предложения. Левану удалось победить превосходящие силы Давида X с помощью своей собственной армии в Магаро в 1520 году, в то время как Мамия I победоносно продвигался в Картли. В конце концов три правителя встретились для переговоров в Мухрани, и Мамия I убедил Давида X и Левана заключить мир. После этого Леван послал своих людей, чтобы те забрали его невесту из Гурии.
Согласно грузинскому хронисту XVIII века, князю Вахушти Багратиони, Тинатин приснился сон, предсказывающий, что знатный человек возьмёт её в жёны, и она увидит на пути к дому жениха белое кизиловое дерево на холме, где ей было велено построить монастырь в честь Богородицы. Однажды, пребывая в Кахетии, Тинатин увидела кизил из своего сна в Шуамте и поклялась построить там монастырь, после чего отправилась праздновать свою свадьбу с царём Леваном в Греми.
В этом браке было по меньшей мере два сына — Александр и Иесе. Тинатин также могла быть матерью двух других сыновей Левана: Георгия и Николая, будущего католикоса Грузинской православной церкви.

## Развод и последующая жизнь

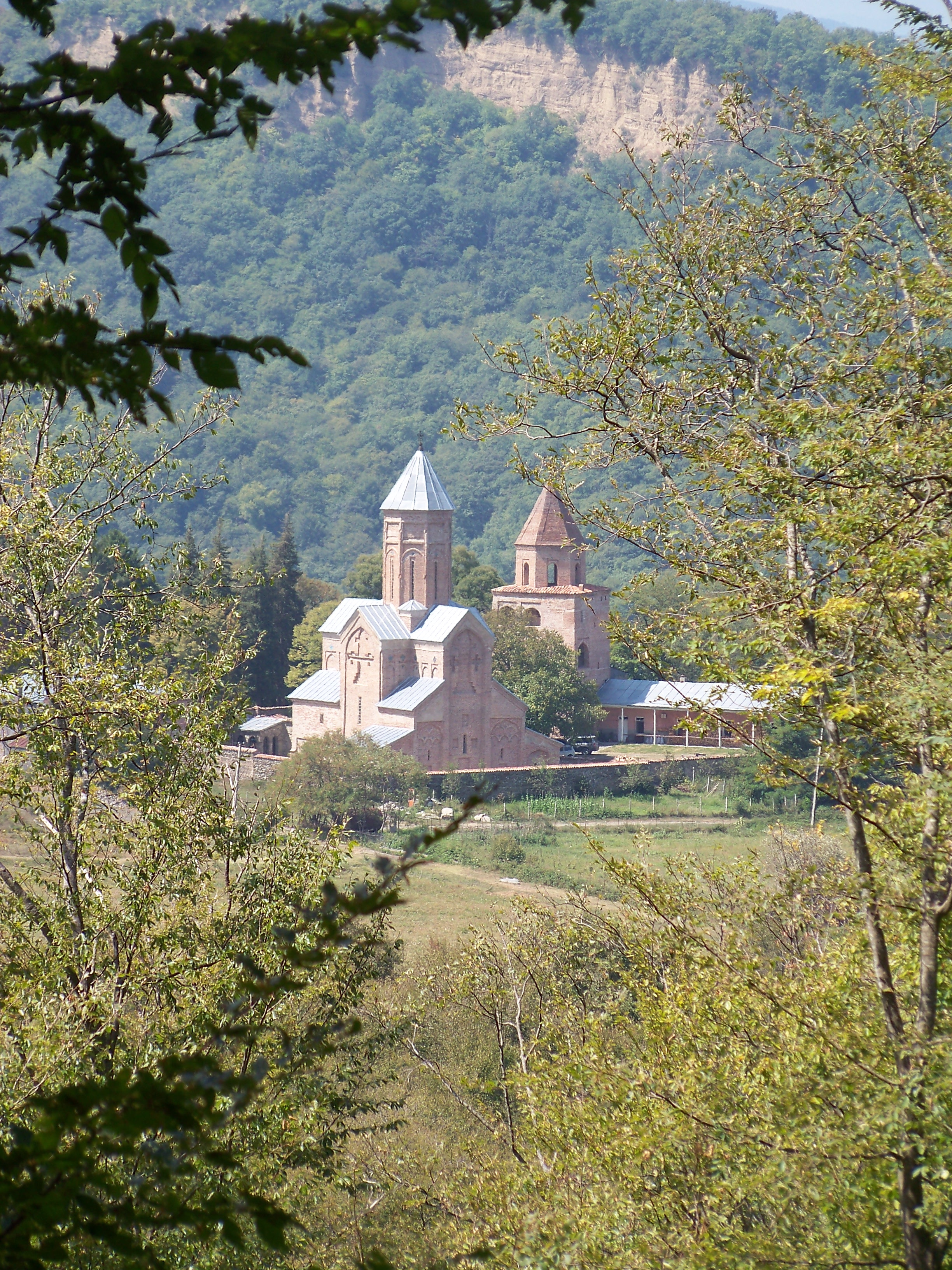
Монастырь Новая Шуамта

Леван был, по выражению грузинских летописей, «любителем блуда и разврата». Его подданные, которым правление Левана принесло относительный мир и процветание, были склонны не замечать его слабостей. Однако Тинатин не желала терпеть это. В 1529 году она подала прошение о разводе и получила его. Царица удалилась в монастырь Шуамта, построенный по её приказу и на средства из её приданого. Монастырь стал известен как Новая Шуамта, в отличие от Старой Шуамты, расположенной неподалеку средневековой обители, которая была уже заброшена во времена Тинатин. Монастырь, который построила царица, функционирует и в XXI веке (в советский период он был закрыт).
После развода Леван женился на дочери шамхала Тарки. Разгневанный решением Тинатин он ещё больше отдалился от её детей и отдавал предпочтение своему отпрыску от второго брака, что привело к внутрисемейной вражде после его смерти в 1574 году. Его сын от Тинатин, Александр II, в конце концов вышел из неё победителем. Тинатин продолжала жить в монастыре Шуамта до самой своей смерти в 1591 году. Её похоронили в этом монастыре, вдали от бывшего мужа, как она и просила.

## Герб

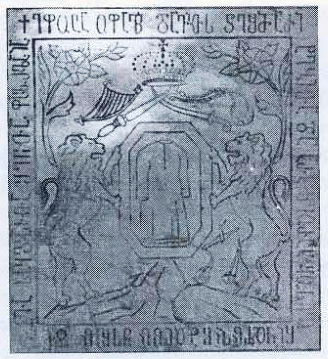
Герб на могильном камне Тинатин в Шуамте

На надгробном камне Тинатин в церкви Новой Шуамты вырезан геральдический рисунок — самое раннее сохранившееся изображение герба династии Багратионы, к которой принадлежал её муж.
Герб состоит из прямоугольного геральдического щита, который содержит меньший восьмиугольный щит (эскутаж), с заключенным в нём изображением бесшовного хитона Иисуса, священной реликвии Грузинской православной церкви. Геральдический щит поддерживается двумя вздыбленными львами и увенчан царской короной, под которой скрещены царский скипетр и меч. Арфа и праща в левой верхней и правой верхней частях щита, соответственно, служат отсылкой на утверждение Багратионов о своём происхождении от библейского царя Давида. Весы в левой нижней четверти символизируют справедливость Соломона, сына Давида. Деталь в правой нижней четверти неузнаваема, но она могла представлять собой королевский шар. Вокруг этого герба идёт надпись средневековым грузинским шрифтом асомтаврули: "Клялся Господь Давиду в истине, и не отречется её: «от плода чрева твоего посажу на престоле твоем» (Псалом 131) и «хитон же был не сшитый, а весь тканый сверху» (Иоанн 19.23).